# 岩川幸司
岩川 幸司（いわかわ こうじ、1978年2月4日 - ）は日本の俳優。身長188cm。
学生時代は野球、バスケットボール、水泳に打ち込む。スポーツに関する知識に富んでいる。持ち前の長身を活かした役柄が多い。

## 出演

### 映画
- ユダ（2004年）
- 逆境ナイン（2005年）
- AKIBA（2006年） - コウジ 役
- クローズZERO II（2009年）
- SP THE MOTION PICTURE野望篇（2010年） / 革命篇（2011年）

### テレビドラマ
- 仮面ライダー555（2003年） - 沢村 役
- アストロ球団（2005年） - ピース（流血三兄弟） 役
- ブラッディ・マンデイ（2008年）
- メイちゃんの執事（2009年）
- ラブシャッフル 第4話（2009年）
- ごくせん 第2シリーズ 第3話・最終話（2009年）
- 7万人探偵ニトベ（2009年）

### 舞台
- 落ちる飛行機の中で（演出:中津留章仁）
- 人のフリンみて（演出:是枝正彦）
- 丹波屋物語（演出:是枝正彦）